# Kap Church
Kap Church ist eine felsige Landspitze an der Bowman-Küste des Grahamlands auf der Antarktischen Halbinsel. Sie ragt nördlich des Ahlmann-Gletschers in das Kopfende des Seligman Inlet hinein.
Luftaufnahmen des Kaps entstanden 1940 im Rahmen der United States Antarctic Service Expedition (1939–1941). Der Falkland Islands Dependencies Survey nahm 1947 Vermessungen und die Benennung vor. Namensgeber ist der US-amerikanische Glaziologe James Edward Church (1869–1959) von der University of Nevada, Reno, der Techniken zur Vorhersage der Gletscherdynamik entwickelte, die noch heute Anwendung finden.